# Stenoma oceanitis
Stenoma oceanitis es una especie de polilla del género Stenoma, orden Lepidoptera.
Fue descrita científicamente por Meyrick en 1916.

## Distribución
Stenoma oceanitis habita en el continente de América.